# 술레만 카마라
술레만 카마라(프랑스어: Souleymane Camara, 1982년 12월 22일 ~ )는 세네갈의 전 프로 축구 선수이다. 그는 전 세네갈 국가대표팀에 합류하며 2002년 FIFA 월드컵과 2002년, 2006년, 그리고 2012년 세 번의 아프리카 네이션스컵에서 세네갈을 대표했다. 2021년 현재 그는 433골로 프랑스 클럽 몽펠리에에서 가장 많은 출전 기록을 보유하고 있으며 76골로 클럽에서 두 번째로 높은 골 득점자이다.

## 구단 경력
카마라는 몽펠리에가 2012년 리그 1에서 첫 우승을 거두는 데 영향력을 행사했는데, 시즌 2경기를 남기고 렌을 상대로 2-0으로 이긴 결정적인 경기에서 1골을 포함해 9골을 넣었다.
2017년 8월 5일, 카마라는 2017-18 시즌 1일차 캉과의 경기에서 몽펠리에의 1-0 승리에 유일한 골을 기록했다. 이 골은 몽펠리에 소속으로 48번째 리그 1 골로, 몽펠리에의 리그 1 최다 득점자가 되었고, 로랑 블랑이 네 시즌 동안 기록한 47개의 디비전 1 골을 깼다.
2019년 3월, 그는 21세기 프랑스 리그 1에서 15시즌 동안 득점한 최초의 선수가 되었다. 2019년 5월, 그는 몽펠리에와 한 시즌 더 계약을 연장했다.
2020년 5월, 카마라는 몽펠리에와 계약을 연장하지 않고 시즌이 끝나면 은퇴할 것이라고 발표했다. 몽펠리에의 선수 생활이 끝날 무렵, 카마라는 13년 동안 모든 대회에서 클럽 최다인 433경기에 출전하여 76골을 넣었다. 이 기록은 프랑스의 전설 로랑 블랑만이 세웠다.

## 국가대표팀 경력
술레만은 그가 아직 19살일 때인 2002년 아프리카 네이션스컵과 월드컵에서 세네갈 국가대표팀에서 뛰기 시작했다. 이 때, 그는 덴마크와의 그의 팀의 경기에서 모든 곳에서 한 골로 끝나는 유일한 출전을 했다.
그는 나중에 황금세대로 불릴 사람 중 한 명이지만 2006년 아프리카 네이션스컵에 참가한 후 술레만 카마라 등 2012년 아프리카 네이션스컵 출전 자격을 얻는 아마라 트라오레까지 여러 감독들의 부름을 점점 덜 받았다.
2011년 12월 27일, 아마라 트라오레는 가봉과 적도 기니에서 열리는 2012년 아프리카 네이션스컵에 참가하기 위해 그를 소집했다.

## 수상
모나코
- 쿠프 드 라 리그: 2002–03[13][1]

몽필리에
- 리그 1: 2011–12[1]

세네갈
- 아프리카 네이션스컵 준우승: 2002[14]